# ابن حمديس
أبو محمد عبد الجبار بن أبي بكر الصقلي المعروف بـ ابن حمديس الصقلي (447 - 527 هـ) (1055 - 1133)، شاعر عربي ولد ونشأ في صقلية، ثم تركها ورحل إلى الأندلس سنة 471 هـ، وأقام فيها لفترة ثم انتقل إلى المغرب الأوسط وإفريقية حتى توفي في جزيرة ميورقة سنة 527 هـ، وقد تميز بثقافة دينية جعلت منه حكيمًا من حكماء الحياة، وانعكس ذلك على قصائده.

## سيرته
ولد أبو محمد عبد الجبار بن أبي بكر بن محمد بن حمديس الأزدي في سرقوسة بصقلية أثناء حكم المسلمين لها، وتعلّم فيها، وشارك في بعض معارك المسلمين في إيطاليا في شبابه. وبعد سقوط إمارة صقلية سنة 464 هـ، رحل ابن حمديس إلى الأندلس سنة 471 هـ، فمدح المعتمد بن عباد وكان من شعراء بلاطه. وقد أطال ابن حمديس المدائح في المعتمد وفي ابنه الرشيد، مشيدًا بشجاعته والنصر في معركة الزلاقة. بقصيدة مطلعها:
وبعد أن استولى المرابطون على إشبيلية، انتقل ابن حمديس إلى إفريقية سنة 484 هـ، فتردد على المعتمد في محبسه في أغمات وفاءً، ثم غادر بلاط بني زيري في إفريقية يمتدحهم ليتكسّب، فمدح أبي طاهر يحيى بن تميم الصنهاجي، ثم ابنه عليًّا، فابنه الحسن سنة 516 هـ. ولما اضطربت أحوال بني زيري انتقل إلى بني حماد في بجاية.
توفي ابن حمديس في رمضان 527 هـ في جزيرة ميورقة وقد بلغ من العمر نحو الثمانين وقد كُفّ بصره، ودُفن إلى جوار قبر الشاعر ابن اللبانة، وقيل مات ببجاية. ولابن حمديس ديوان شعر قال عنه ابن خلكان: «أكثره جيد». ومن هذا الديوان مخطوطة محفوظة في مكتبة الفاتيكان كتبها إبراهيم بن علي الشاطبي سنة 607 هـ. وقد قال ابن بسام الشنتريني عن ابن حمديس في كتابه الذخيرة: «شاعر ماهر يقرطس أغراض المعاني البديعة ويعبر عنها بالألفاظ النفيسة الرقيقة ويتصرف في التشبيه ويغوص في بحر الكلم على درّ المعنى الغريب».
ومن شعر ابن حمديس في صقلية التي ظل قلبه معلّقًا بها، قوله:

## هوامش
- 1 الخِلم: الصديق الخالص.